# Aleksandra Kuczyńska
Aleksandra Kuczyńska (ur. 10 kwietnia 2002) – polska koszykarka, występująca na pozycji rozgrywającej, obecnie zawodniczka Polskiego Cukru AZS-UMCS Lublin.
Jej siostra Wiktoria jest także koszykarką.

## Osiągnięcia
Stan na 29 marca 2023, na podstawie, o ile nie zaznaczono inaczej.

### Drużynowe
Seniorskie
- Mistrzyni Polski (2023)[3]
- Wicemistrzyni Polski (2022)[4]
- Brązowa medalistka mistrzostw Polski (2021)
- Uczestniczka rozgrywek Eurocup (od 2021)

Młodzieżowe
- Mistrzyni Polski:
  - juniorek (2018, 2020)[5][6]
  - kadetek (2018)[7]

### Indywidualne
- Zaliczona do I składu mistrzostw Polski:
  - juniorek (2020)[6]
  - kadetek (2018)[7]

### Reprezentacja
- Uczestniczka mistrzostw Europy:
  - U–20 (2022 – 7. miejsce)
  - U–16 (2018 – 8. miejsce)